# Ilche
Ilche è un comune spagnolo di 212 abitanti situato nella comunità autonoma dell'Aragona.

Fa parte della comarca del Somontano de Barbastro.